# Rohrbach in Oberösterreich
Rohrbach in Oberösterreich är en ort och tidigare kommun i Österrike. Den ligger i distriktet Rohrbach i förbundslandet Oberösterreich, 180 kilometer väster om huvudstaden Wien. 
Den 1 maj 2015 slogs kommunen Rohrbach in Oberösterreich samman med grannkommunen Berg bei Rohrbach och bildade kommunen Rohrbach-Berg. 